# 갓타촌 (돗토리현)
갓타촌(勝田村)은 일본 돗토리현 도하쿠군에 설치되었던 촌이다. 현재의 도하쿠군 고토우라정의 일부에 해당한다.

## 역사
- 1889년 10월 1일 - 정촌제 시행에 의해 야바세군 도요키타촌이 성립하였다.
- 1894년 3월 30일 - 갓타촌으로 개칭되었다.
- 1896년 4월 1일 - 군 통합에 의해 도하쿠군에 소속되었다.
- 1898년 7월 22일 - 야스나가촌과 합병해 나루미촌이 신설하여 폐지되었다.

## 참고문헌
- 角川日本地名大辞典 31 鳥取県
- 『市町村名変遷辞典』東京堂出版、1990年。